# 久米邦貞
久米 邦貞（くめ くにさだ、1937年（昭和12年）1月 - ）は、日本の外交官。ドイツ駐箚特命全権大使、ハンガリー駐箚特命全権大使などを歴任した。2010年（平成22年）からボーイスカウト日本連盟副理事長兼国際コミッショナー。

## 経歴・人物
1937年1月生まれ。曽祖父は肥前佐賀藩出身の歴史学者久米邦武、祖父は洋画家の久米桂一郎である。
学習院初等科・中等科・髙等科を経て、東京大学教養学部を卒業して、1961年（昭和36年）に外務省に入省する。中近東アフリカ局参事官、外務大臣官房外務参事官、外務大臣官房領事移住部長、ベルリン総領事、在ウィーン国際機関日本政府代表部大使、外務省儀典長、ハンガリー駐箚特命全権大使などを経て、1998年（平成10年）から2001年（平成13年）までドイツ駐箚特命全権大使を務めた。
2001年に外務省を退官。ベルリン日独センター総裁。久米美術館館長などの公職に就くほか、1950年（昭和25年）にボーイスカウト東京21団（現豊島第1団）にスカウトとして入団し活動したことが縁で、退官した2001年から豊島第1団育成会長。2010年からボーイスカウト日本連盟副理事長兼国際コミッショナーを務めた。

## 同期
- 佐藤行雄（駐オーストラリア大使・駐オランダ大使・外務省北米局長）
- 兵藤長雄（駐ベルギー大使・欧亜局長）
- 村田光平（駐スイス大使）
- 柳井俊二（外務事務次官・国際海洋法裁判所判事）
- 小原武（駐イラン大使・外務省中近東アフリカ局長）
- 赤尾信敏（駐タイ大使・国連局長）
- 川上隆朗（駐インドネシア大使・駐パキスタン大使）